# Géométrie d'une bicyclette ou d'une moto

Géométrie d’un deux-roues : empattement, angle du pivot de direction, déport de fourche et chasse.

La géométrie d’un vélo ou d’une moto est l’ensemble des cotes principales (longueurs et angles) qui caractérise la configuration d’un deux-roues. Les données principales sont l’empattement, l’angle du tube de direction, le déport de la fourche et la chasse. Ces paramètres sont essentiels pour définir le comportement d’un deux-roues.

## Empattement
L’empattement est la distance horizontale entre les points de contact au sol des roues. L’empattement résulte de la longueur du cadre, de l’angle du tube de direction et du déport de fourche. C’est la même définition que l’empattement d’une voiture ou d’un train.
L’empattement a une influence essentielle sur la stabilité longitudinale d’un deux-roues, de même que la hauteur du centre de gravité de l’ensemble constitué par les deux-roues et le pilote. Sa valeur va d'un peu moins d'1 à 1,1 m pour un vélo ordinaire, aux alentours d'1,2 m pour un scooter et jusqu’à plus de 1,8 m pour certaines motos.

## Angle de pivotement de la direction

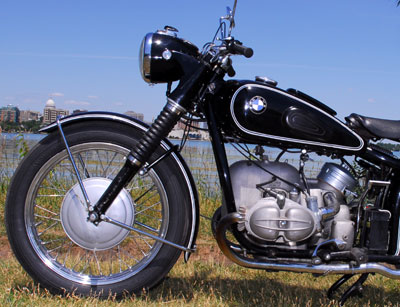
La fourche télescopique sur une BMW R 51 montre l'angle de chasse.

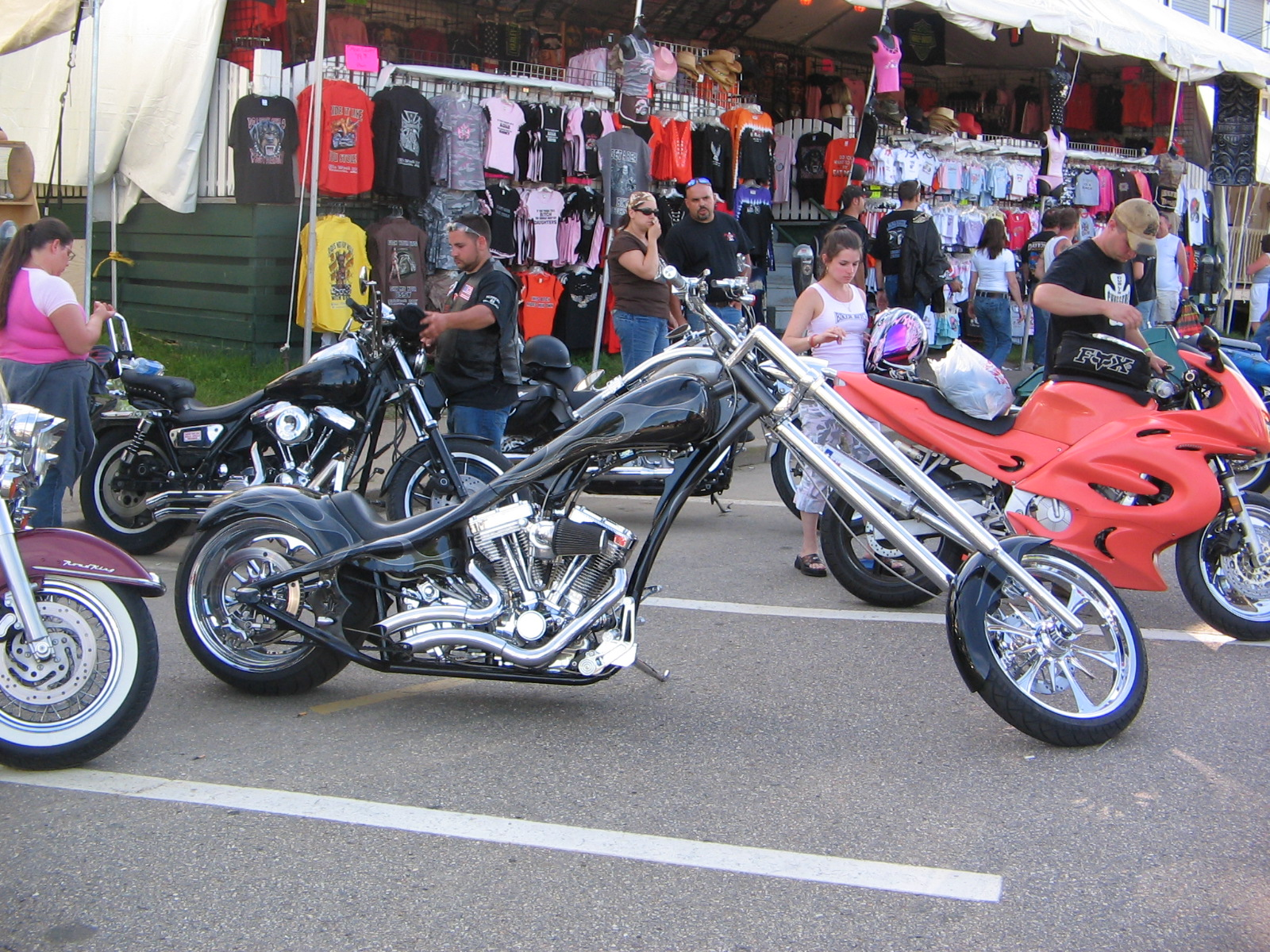
Exemple d’un chopper avec un angle de chasse très élevé.

L’angle de pivotement de la direction est donné par rapport à l’horizontale pour les vélos. Quand il est donné par rapport à la verticale (motos et voitures), on parle alors d’« angle de chasse ». L’axe du pivotement de la direction est celui autour duquel l’ensemble de la direction (fourche, cintre, roue, etc.) pivote. Cet angle correspond a l’angle du tube de direction quand il y a en a un.

### Tube de direction
Pour les vélos, l’angle du pivotement de la direction est appelé « angle du tube de direction » et est donné par rapport à l'horizontale. Par exemple, Lemond propose :
- un Filmore 2007, conçu pour la piste, avec un angle de tube de direction qui varie de 72,5° à 74° suivant la taille du cadre ;
- un Tete de Course 2006, conçu pour les courses sur route, avec un angle de tube de direction qui varie de 71,25° à 74° suivant la taille du cadre.

À cause de la suspension de fourche, les VTT modernes — par opposition aux vélos de route — tendent à avoir un angle du tube de direction plus faible, généralement autour de 70°, bien qu’ils puissent être aussi bas que 62° (ce qui dépend de la définition de la géométrie).
Au moins un fabricant, Cane Creek, propose en accessoire un jeu de direction qui permet de modifier l’angle de pivotement (qui devient alors différent de celui du tube de direction).

### Angle de chasse (rake)
Pour les motos (et les autres véhicules motorisés), l’angle de pivotement de la direction est appelé « angle de chasse » (ou rake) et est donné par rapport à la verticale ; un angle de chasse de 0° est vertical. Par exemple, Moto Guzzi a produit :
- la Breva V 1100 2007 avec un angle de chasse de 25°30’ (25,5 degrés) ;
- la Nevada 2007 avec un angle de chasse de 27,5°.

## Déport de fourche
Le déport de fourche est la distance perpendiculaire entre l’axe de roue avant et l’axe de pivotement de la direction. Pour une fourche de vélo droit, l’ordre de grandeur de ce déport est de 40 à 50 mm.
Le déport de fourche peut être obtenu en cintrant les tubes de fourche, en ajoutant une patte perpendiculaire aux tubes de fourche ou en décalant les supports de tubes de fourche vers l’avant du pivot de direction ou en montant les tubes de fourches avec un angle par rapport au pivot de direction. Le  développement des fourches avec tubes cintrés est attribué à George Singer.
Pour les motos équipées avec des tubes de fourche télescopiques, le déport de fourche peut être obtenu en décalant les tubes vers l’avant sur les triangles de fourche ou en leur donnant un angle (ordinairement donnés en degrés par rapport à 0) pour les tubes de fourches montés dans des triangles, ou en combinant déport et angle. D’autres types de fourches de motos moins courants, comme les fourches à roues tirées ou poussées, peuvent adapter le déport en jouant sur la longueur de bras de liaison.
On peut utiliser un déport de fourche négatif lorsque le tube de direction est très vertical, ce qui permet d'obtenir une chasse suffisante (stabilité à haute vitesse) tout en ayant un « basculement de roue » faible (stabilité à basse vitesse).

## Longueur de fourche
La longueur de la fourche est donnée entre l’axe de roue et le roulement inférieur du tube de fourche (mesuré perpendiculairement à l’axe du pivot de direction).

## Chasse

Schéma indiquant les effets de la réduction de l’angle du tube de fourche ou du déport de fourche sur la chasse.

Animation montrant l'évolution du déport de fourche pour une chasse constante.

Animation montrant l'évolution de la chasse en fonction du déport de fourche à angle de direction constant.

La chasse est la distance horizontale entre le point de contact de la roue avant et le point où l’axe du pivot de direction intersecte le sol. Cette distance est considérée positive si le point de contact de la roue est en arrière de l’intersection de l’axe de pivotement avec le sol. La plupart des deux-roues ont une chasse positive bien que quelques-uns comme le Python Lowracer aient une chasse négative.
La chasse est généralement considérée comme un élément essentiel de la manœuvrabilité d’un deux-roues,, et est parfois indiquée dans les fiches techniques des constructeurs.
La chasse résulte de l’angle du pivot de direction, du déport de fourche et du diamètre de roue. On peut calculer leurs interactions à l’aide de cette formule :
{\displaystyle {\text{Chasse}}_{\text{vélo}}={\frac {R_{w}\cos(A_{h})-O_{f}}{\sin(A_{h})}}} et {\displaystyle {\text{Chasse}}_{\text{moto}}={\frac {R_{w}\sin(A_{r})-O_{f}}{\cos(A_{r})}}}
où {\displaystyle R_{w}} est le rayon de la roue, {\displaystyle A_{h}} est l’angle du pivot de direction par rapport à l’horizontale, {\displaystyle A_{r}} est l’angle de chasse (angle du pivot de direction par rapport à la verticale) et {\displaystyle O_{f}} est le déport de fourche. La chasse peut être augmentée en augmentant le diamètre de la roue, en réduisant l’angle du pivot de direction (par rapport à l’horizontale) ou en réduisant le déport de fourche. La chasse réduit quand l’angle du pivot de direction devient plus vertical, quand le déport de fourche augmente et quand le diamètre de roue diminue.
Les motocyclistes tendent à définir la chasse en parlant de l’angle de chasse. Plus l’angle est important, plus la chasse augmente. L’angle du pivot de direction diminue corrélativement à l’angle de chasse.
La chasse varie lorsque le deux-roues s’incline ou que la direction est tournée. Pour une géométrie traditionnelle, la chasse décroit (et l’empattement s’accroit s’il est mesuré entre les points de contacts au sol et non sur les axes) lorsque le deux-roues s’incline et que la direction est orientée vers le côté d’inclinaison. La chasse varie aussi en fonction de l’enfoncement des suspensions, lors d’un freinage par exemple. Lorsqu’une fourche se comprime à cause du transfert de masse durant le freinage, la chasse et l’empattement réduisent. Au moins une moto, la MotoCzysz C1, possède une fourche avec une chasse réglable, de 89 à 101 mm.
Bien que la compréhension scientifique de la direction d’un deux-roues reste incomplète, la chasse est certainement un des paramètres les plus importants pour définir la manœuvrabilité d’un deux-roues.
Suivant l'étude, une chasse nulle peut avoir des avantages :
- l’influence de la position du centre de poussée aéraulique lors d’un vent latéral est éliminée ;
- le basculement de la roue (wheel flop : voir plus loin) est supprimé.

Des pilotes entraînés et réactifs peuvent avoir un meilleur contrôle de trajectoire si la chasse est réduite mais une chasse élevée permet une conduite « sans les mains » plus facile et considérée comme plus stable.

## Basculement de roue (wheel flop)
Le basculement de la roue est un comportement où la roue tend à tourner plus que le pilote ne l’impose parce que la roue bascule quand la direction est engagée. Ceci est dû à la baisse de l’avant du deux-roues lorsque l’on s’écarte de la position centrale. Cette baisse de position obéit à l’équation suivante :
{\displaystyle f=b\sin \vartheta \cos \vartheta }
où :
- f = facteur de basculement de roue, qui correspond à la valeur la baisse de hauteur de l’axe de la roue avant quand la direction est engagée à une position de 90° par rapport à la position « tout droit ». Elle est généralement exprimée en mm ;
- b = chasse ;
- {\displaystyle \vartheta } = angle du pivot de direction.

Parce que le basculement de roue est lié à la baisse de la position de l’avant du deux-roues, le poids tend à faire tourner la direction de manière de plus en plus rapide sans intervention du pilote. Une fois que la direction est engagée, le pilote doit exercer un effort pour ramener la direction dans l’axe ce qui remonte l’avant du deux-roues. L’inertie de rotation de la roue avant va diminuer l’effet de basculement de la roue car elle crée un couple qui s’oppose au changement de direction.
Conformément à l’équation ci-avant, augmenter la chasse ou diminuer l’angle de direction (augmenter l'angle de chasse) va augmenter le basculement de roue, ce qui va augmenter le couple de rappel sur le guidon pour faire revenir la direction au centre et augmenter le risque que le deux-roues s’écarte brutalement de sa trajectoire. Aussi, augmenter le poids supporté par la roue avant, en augmentant la masse du deux-roues ou de sa charge ou en déplaçant horizontalement le centre de gravité vers l’avant, va augmenter les problèmes liés au basculement de roue. Augmenter l’inertie de la roue avant en augmentant la vitesse du cycle et donc la vitesse de rotation de la roue va s’opposer au basculement de la roue.
Une certaine quantité de « basculement de roue » est considérée comme souhaitable parce que l'effort induit dans le guidon informe le pilote que la direction est engagée, ce qui lui permet de savoir quand la direction est au neutre. Dans le magazine Bicycle Quarterly, l’auteur Jan Heine a écrit : « Un vélo avec trop peu de basculement de roue sera mou dans les réactions de son guidon aux mouvements. Un vélo avec trop de basculement de roue a tendance à dévier de sa route aux faibles et moyennes vitesses. »

## Modifications
Les fourches peuvent être modifiées ou remplacées, ce qui altère la géométrie du deux-roues.

### Modifier la longueur de fourche
Augmenter la longueur de fourche, par exemple en passant d’une fourche rigide à une fourche suspendue, remonte l’avant du deux-roues et donc réduit son angle de direction (augmente l'angle de chasse).
Une règle approximative est que 10 mm de changement de longueur de fourche modifie d’un demi-degré l’angle de direction (pour un empattement d'1,1 m).

### Modifier le déport de fourche
Augmenter le déport de fourche réduit la chasse et si c’est fait sur une fourche existante en cintrant les tubes sans allonger les pattes d’attache, cela va raccourcir un peu la fourche.

## Impositions règlementaires
L’État du Dakota du Nord (États-Unis) impose réglementairement des minimum et des maximum pour la chasse et le déport des motos utilisées sur la voie publique.
Toutes les motos, à l'exception des tricycles, doivent respecter les spécifications de direction suivantes :
- maximum : angle de chasse : 45° ; chasse : 14 pouces (35,56 cm) positive ;
- minimum : angle de chasse : 20° ; chasse : 2 pouces (5,08 cm) positive.

## Autres aspects
Pour les autres aspects liés à la géométrie, comme l’ergonomie ou l’usage prévu, voir l’article Cadre de bicyclette. Pour les motos, les autres paramètres sont la hauteur de la selle, et la position des repose-pieds et du guidon.